# Sparkasse Emsland
Die Sparkasse Emsland ist eine öffentlich-rechtliche Sparkasse mit Sitz in Meppen in Niedersachsen. Ihr Geschäftsgebiet ist der Landkreis Emsland.

## Organisationsstruktur
Die Sparkasse Emsland ist eine Anstalt des öffentlichen Rechts. Rechtsgrundlagen sind das niedersächsische Sparkassengesetz und die durch den Verwaltungsrat der Sparkasse erlassene Satzung. Organe der Sparkasse sind der Vorstand und der Verwaltungsrat.
Träger der ist der Sparkassenzweckverband Emsland. An dem Zweckverband sind der Landkreis Emsland mit 88 % und die Stadt Papenburg mit 12 % beteiligt.

## Sparkassen-Finanzgruppe
Die Sparkasse Emsland ist Teil der Sparkassen-Finanzgruppe und gehört damit auch ihrem Haftungsverbund an. Er sichert den Bestand der Institute und sorgt dafür, dass sie auch im Fall der Insolvenz einzelner Sparkassen alle Verbindlichkeiten erfüllen können. Die Sparkasse vermittelt Bausparverträge der regionalen Landesbausparkasse, offene Investmentfonds der Deka und Versicherungen der VGH Versicherungen. Im Bereich des Leasing arbeitet die Sparkasse Emsland mit der  Deutschen Leasing zusammen. Die Funktion der Sparkassenzentralbank nimmt die Nord/LB wahr.

## Geschäftszahlen
Die Sparkasse Emsland wies im Geschäftsjahr 2023 eine Bilanzsumme von 4,686 Mrd. Euro aus und verfügte über Kundeneinlagen von 3,566 Mrd. Euro. Gemäß der Sparkassenrangliste 2023 liegt sie nach Bilanzsumme auf Rang 104. Sie unterhält 51 Filialen/Selbstbedienungsstandorte und beschäftigt 737 Mitarbeiter. Von den 737 Mitarbeitern sind 93 Auszubildende.

## Gesellschaftliches Engagement
Die Sparkasse Emsland ist Träger der 1995 ins Leben gerufenen Stiftung „Emsländische Sparkassenstiftung“, die allein rund eine halbe Million Euro im Jahr aufbringt und damit die größte Stiftung im Emsland ist. Sie engagiert sich in der Förderung bedeutender Projekte aus den Bereichen Kultur, Denkmalschutz, Heimatpflege und Sport.

## Geschichte
Die heutige Sparkasse Emsland entstand am 1. Januar 2001 durch Fusion der Kreissparkasse Aschendorf-Hümmling zu Papenburg mit der Kreissparkasse Lingen (Ems) und der Kreissparkasse Meppen. Aufnehmendes Institut war damals die Kreissparkasse Aschendorf-Hümmling zu Papenburg, die zum Fusionsstichtag den Namen Sparkasse Emsland annahm und ihren Sitz nach Meppen verlegte.